# La Chute (film, 2004)
Pour les articles homonymes, voir Chute.
 (mars 2016).
Pour plus de détails, voir Fiche technique et Distribution.
La Chute (Der Untergang) est un film allemand réalisé par Oliver Hirschbiegel et sorti en 2004. Le film évoque les événements et circonstances liés à la mort d'Adolf Hitler et à ses derniers jours, durant la bataille de Berlin en avril 1945. 
Le film est sélectionné pour l'Oscar du meilleur film en langue étrangère en 2005, mais n'est pas lauréat ; il remporte en 2004 trois Bayerischer Filmpreis, meilleur producteur pour Bernd Eichinger, meilleur acteur pour Bruno Ganz qui incarne Hitler, et le prix du public, ainsi que le Prix Bambi du meilleur film allemand.

## Synopsis
Le film est consacré aux derniers jours d'Adolf Hitler et à l'effondrement du Troisième Reich pendant la bataille de Berlin en avril 1945.
En novembre 1942, Traudl Humps, Munichoise de 22 ans (qui deviendra Traudl Junge après son mariage en 1943) se fait engager comme secrétaire d'Hitler, dans son quartier-général, la « Wolfsschanze » (« la Tanière du Loup »), en Prusse-Orientale. À cette époque, même si l'Allemagne a commencé à subir des revers, ses troupes occupent encore la majeure partie de l'Europe. 
En avril 1945, deux ans et demi plus tard, à Berlin, le Troisième Reich est à l'agonie, sur le front de l'Ouest comme sur le front de l'Est, les Alliés envahissent le territoire allemand, Berlin est assiégée par les Soviétiques et Hitler s'est réfugié dans le Führerbunker. 
Le 20 avril, jour du 56e anniversaire d'Hitler, les tirs de l'artillerie soviétique atteignent pour la première fois le centre-ville de Berlin. Hitler ne veut pas quitter la ville, bien que tout le monde l'ait poussé à le faire. Apparemment, il croit encore en une « victoire finale » et en sa vision d'un « empire mondial germanique ». Ses généraux essaient de lui faire prendre conscience du caractère désespéré de la situation, mais Hitler réagit par des accès de rage hystérique. Il ne croit pas non plus à la nouvelle que le « Groupe Steiner » n'a pas pu mener à bien une attaque destinée à le dégager. Il insulte ses généraux et les traite de « lâches traîtres », déclare pour la première fois la guerre perdue et préfère se tuer plutôt que de quitter Berlin ou de se rendre. 
Ses généraux ne savent quoi faire. D’un côté, ils se sentent tenus d’obéir à la volonté d'Hitler en vertu du serment hitlérien, d'autre part, ils ne peuvent plus exécuter les ordres insensés de leur chef. Dans ses décisions, Hitler ne tient aucun compte non plus de la population civile et, comme Goebbels, pense que le peuple allemand approche de sa « chute méritée » et la doit à lui-même. La plupart des dirigeants politiques ont maintenant quitté Berlin. Hitler les soupçonne d'être des traîtres, notamment Hermann Göring, Heinrich Himmler et Albert Speer. Göring tente de s'emparer du pouvoir au motif que Berlin est coupée du monde extérieur. Himmler contacte les Alliés occidentaux pour leur faire une offre de reddition. Seul à pouvoir parler à Hitler en personne, Speer lui révèle qu'il suspend depuis des mois ses ordres de destruction, dont le but était que « l'ennemi ne trouvât plus qu'un désert ».
En dehors de son entourage personnel et des généraux en chef Wilhelm Keitel, Hans Krebs et Wilhelm Burgdorf, seuls restent aux côtés d’Hitler Joseph Goebbels, ministre de la Propagande du Reich, Walther Hewel, secrétaire d’État et Martin Bormann, chef de la chancellerie du NSDAP. Alors qu’Hitler a envoyé Keitel à l’amiral Dönitz à Flensburg dans le nord de l'Allemagne encore non occupée et l’a autorisé à quitter le Führerbunker, Goebbels y a fait venir sa femme Magda et leurs six enfants. La maîtresse d’Hitler, Eva Braun, est elle aussi déterminée à rester avec lui. En revanche, son beau-frère Hermann Fegelein, agent de liaison d’Hitler avec Himmler, cherche à quitter Berlin et aimerait les emmener avec lui. Les secrétaires d’Hitler, Traudl Junge et Gerda Christian, veulent elles aussi rester dans le bunker du Führer, malgré les conseils d’Hitler. Eva Braun ne peut dissuader Hitler de faire tuer son beau-frère pour désertion afin de se venger de la trahison de Himmler, et elle finit par accepter sa volonté sans condition.
Entre-temps a éclaté la bataille de Berlin. Les troupes soviétiques conquièrent la ville dans de féroces combats, maison par maison. C’est un combat sans espoir que mènent les troupes allemandes, composées de la Hitlerjugend, la jeunesse hitlérienne fanatisée, et du Volkssturm bien obligé de se battre. Le médecin SS Ernst-Günther Schenck parcourt la ville à la recherche de médicaments et rencontre des commandos SS qui abattent pour Wehrkraftzersetzung (atteinte au moral de l'armée) des civils et des membres du Volkssturm qui se disposaient à se rendre ainsi que des déserteurs. Dans son bunker, Hitler distribue des capsules de cyanure à ses plus proches collaborateurs. Tout en buvant beaucoup d’alcool, on discute de la meilleure façon de se suicider. 
Le général de la Luftwaffe Robert von Greim et l’aviatrice Hanna Reitsch se rendent auprès d'Hitler dans l’intention de mourir avec lui alors qu’il leur parle encore de fantastiques plans de guerre secrets. Pendant ce temps, le médecin du Reich SS Ernst-Robert Grawitz demande au Führer l’autorisation de s’enfuir de Berlin et, sur la réponse négative d’Hitler, se suicide en tuant sa famille avec lui, avec des grenades à main. 
Le 29 avril 1945, Hitler dicte à Traudl Junge ses dernières volontés privées et politiques. Il épouse ensuite Eva Braun. Le général SS Wilhelm Mohnke, chargé de protéger le quartier gouvernemental, rend compte à Hitler de l'encerclement de la chancellerie du Reich par les troupes soviétiques. Les positions ne pourront être tenues que pendant une journée au plus. Pour Hitler, cela signifie désormais que seul le suicide peut l’empêcher d’être capturé par les Soviétiques. Ne voulant absolument pas tomber entre les mains de l’ennemi, il fait donc promettre à son aide de camp Otto Günsche de faire disparaître complètement son corps. Dans l’après-midi du 30 avril 1945, Hitler et Eva Braun s’empoisonnent avec des capsules de cyanure (après un essai réussi sur Blondi, la chienne d'Adolf Hitler) ; en même temps, Hitler se tire une balle dans la tête. Les cadavres sont ensuite brûlés dans la cour arrière de la chancellerie du Reich.
Hitler mort, une dispute éclate dans son bunker : doit-on continuer à se battre ou capituler ? Successeur d'Hitler, Goebbels charge le général Krebs de mener des négociations avec Vassili Tchouïkov, général soviétique. Krebs informe les commandants soviétiques du suicide d'Hitler, mais Tchouïkov rejette toute négociation : comme la situation de l’adversaire est désespérée, il n'accepte qu'une capitulation sans conditions dont Goebbels ne veut pas entendre parler. Sa femme Magda, fidèle à Hitler, est incapable d’imaginer pour ses enfants une vie sans national-socialisme : elle leur donne un somnifère (que Helga, 12 ans, n'avale que de force), puis elle les tue dans leur sommeil avec des capsules de cyanure. Les époux Goebbels se suicident ensuite par balle, tandis que les autres occupants du bunker essaient de s'échapper de Berlin en plusieurs groupes. L’électromécanicien Johannes Hentschel est le seul à rester dans le bunker du Führer.

## Fiche technique
- Titre original : Der Untergang
- Titre français : La Chute
- Réalisation : Oliver Hirschbiegel
- Scénario : Bernd Eichinger d'après le livre Der Untergang: Hitler und das Ende des Dritten Reiches de Joachim Fest, basé sur les mémoires de Traudl Junge et Melissa Müller
- Musique : Stephan Zacharia (de)
  - On entend à plusieurs reprises un arrangement pour orchestre à cordes de l’aria When I am laid in Earth chantée au moment de mourir par Didon dans l'opéra Dido and Æneas de Henry Purcell (1689).
- Production : Bernd Eichinger, Wolf-Dietrich Brücker, Doris J. Heinze (de), Jörn Klamroth (de), Christine Rothe
- Sociétés de production : Constantin Film, Norddeutscher Rundfunk (NDR), Westdeutscher Rundfunk (WDR), Degeto Film (de), Österreichischer Rundfunk (ORF), EOS Entertainment, Rai Cinema
- Sociétés de distribution : Constantin Film (Allemagne) ; TFM Distribution (France)
- Budget : 13 500 000 €
- Pays de production :  Allemagne,  Autriche,  Italie
- Langue originale : allemand
- Genre : drame, biopic, historique et guerre
- Format : Technicolor - 35 mm - 1,85:1 - son Dolby Digital
- Durée : 148 minutes
- Dates de sortie en salles :
  - Allemagne : 16 septembre 2004
  - France : 5 janvier 2005
  - Belgique : 12 janvier 2005
- Film tous publics avec avertissement lors de sa sortie en salles en France[1].

## Distribution
- Alexandra Maria Lara (VF : Élisabeth Ventura) : Traudl Junge
- Bruno Ganz (VF : Georges Claisse) : Adolf Hitler
- Ulrich Matthes (VF : François Chaix) : Joseph Goebbels
- Corinna Harfouch (VF : Sylvia Bergé) : Magda Goebbels
- Juliane Köhler (VF : Muriel Mayette) : Eva Braun
- Heino Ferch (VF : Guy Pierre Couleau) : Albert Speer
- Christian Berkel (VF : lui-même) : professeur-docteur Ernst-Günther Schenck
- Matthias Habich (VF : Christian Ruche): professeur Werner Haase
- Thomas Kretschmann (VF : Axel Kiener) : Hermann Fegelein
- Michael Mendl : général Helmuth Weidling
- André Hennicke (VF : Christian Gonon) : général Wilhelm Mohnke
- Ulrich Noethen (VF : Philippe Faure) : Heinrich Himmler
- Birgit Minichmayr (VF : Claudie Guillot) : Gerda Christian
- Rolf Kanies (VF : Bernard Gabay) : général Hans Krebs
- Justus von Dohnányi (VF : Philippe Vincent) : général Wilhelm Burgdorf
- Dieter Mann (de) (VF : Michel Violetti) : Wilhelm Keitel
- Christian Redl (VF : Jean-Yves Chatelais) : général Alfred Jodl
- Götz Otto (VF : Dimitri Rataud) : Otto Günsche
- Thomas Limpinsel (VF : Damien Ferrette) : Heinz Linge
- Thomas Thieme (de) (VF : Laurent Claret) : Martin Bormann
- Alexander Held : Walther Hewel
- Donevan Gunia : Peter Kranz (personnage en partie inspiré d'Alfred Czech)[2]
- Bettina Redlich (VF : Pascale Caemerbeke) : Constanze Manziarly, la cuisinière d'Hitler
- Heinrich Schmieder (de) (VF : François Feroleto) : Rochus Misch
- Anna Thalbach : Hanna Reitsch
- Dietrich Hollinderbäumer : Robert Ritter von Greim
- Ulrike Krumbiegel (de) (VF : Agnès Château) : Dorothee Kranz
- Karl Kranzkowski (de) (VF : Gabriel Le Doze) : Wilhelm Kranz
- Thorsten Krohn (VF : Jean-Christophe Dollé) : docteur Ludwig Stumpfegger
- Jürgen Tonkel (de) : Erich Kempka
- Devid Striesow : sergent Tornow
- Fabian Busch (de) : lieutenant-colonel Stehr
- Christian Hoening (de) : Ernst-Robert Grawitz
- Alexander Slastin (de) (VF : Alexandre Medvedev) : général Vassili Ivanovitch Tchouïkov
- Aline Sokar (de) : Helga Goebbels
- Amelie Menges : Heide Goebbels
- Charlotte Stoiber : Hilde Goebbels
- Gregory Borlein : Helmut Goebbels
- Julia Bauer : Hedda Goebbels
- Laura Borlein : Holde Goebbels
- Elizaveta Boïarskaïa : Sœur Erna
- Mathias Gnädinger (de) : Hermann Göring

Sources et légende : Version française (VF) sur Voxofilm

## Distinctions

### Récompenses
- BBC Four World Cinema Awards (en) 2006
- Prix Bambi 2004

### Sélections
- Oscars 2005 : Meilleur film en langue étrangère

### Autres
- 48e meilleur film non-anglophone selon le magazine Empire, en 2010[4].

## Production
Incarner le personnage d'Hitler a été une très grande performance d'acteur pour Bruno Ganz. Il s'est fondé sur des archives et des enregistrements sonores pour travailler sa voix afin de reproduire celle du Führer, trembler comme lui.

## Réception
L'historien du nazisme Ian Kershaw a publié dans The Guardian une analyse détaillée du film où il salue particulièrement l'interprétation de Bruno Ganz.
Rochus Misch, un SS qui a été garde du corps d'Adolf Hitler de 1940 jusqu'au dernier jour, a déclaré au sujet de ce film dans J'étais garde du corps d'Hitler (p. 225, Livre de Poche 30777, 2006) que « […] ce film est un drame d'opérette. Tout y est exagéré. Il n'y avait pas de fêtes, de beuveries au champagne… » et qu'aucun membre de l'équipe du film n'est venu le voir pour recueillir son témoignage.
La dernière entrevue entre Hitler et Albert Speer est fidèlement retranscrite de l'autobiographie de Speer : Au cœur du Troisième Reich. Il avoue au Führer ne pas avoir suivi ses ordres concernant la politique de la terre brûlée, et il quitte un Hitler au bord des larmes. Cependant Gitta Sereny la biographe de Speer, estime que ces aspects de la rencontre sont romancés : Speer n'aurait jamais osé avouer frontalement à Hitler lui avoir désobéi, et les larmes d'Hitler n'apparaissent pas dans les premiers brouillons de l'autobiographie de Speer.  
Wim Wenders dénonce le film, lui reprochant l'humanisation des protagonistes. Même chose pour Claude Lanzmann et pour plusieurs journalistes,. L'équipe du film assume ce point de vue.

### Critique
- Si vous ne connaissez pas le sujet, laissez ce bandeau (vous pouvez alors contacter les auteurs).
- Si vous supprimez le contenu mis en cause (vous pouvez préalablement contacter les auteurs),

argumentez précisément cette suppression dans la page de discussion
(un manque de référence n'est pas un argument ; une recherche réelle de référence doit avoir été effectuée, être formellement documentée).
Un autre reproche est que le film, en représentant les officiers comme victimes de la folie d'Adolf Hitler, ou tentant de protéger la population, rend sympathiques des individus qui ont commis des crimes atroces :
- Hermann Fegelein, l'aide de camp de Heinrich Himmler, dont le film élude le rôle qu'il eut dans la SS, est arrêté quand Adolf Hitler découvre que Heinrich Himmler a fait des propositions de paix aux Alliés à Lübeck. Fegelein avait d'ailleurs épousé Gretl, la sœur d'Eva Braun, ce qui en faisait un personnage de premier plan du régime nazi. Étant par ailleurs Gruppenführer SS, il commandait la division Florian Geyer qui a massacré des milliers de Russes et de Juifs dans la région des marais du Pripet en Biélorussie. Il apparaît aux côtés d´Hitler lorsque celui-ci sort une dernière fois du bunker pour remettre la Croix de fer à des membres des Jeunesses hitlériennes ; peu de temps après, il est fusillé pour trahison.
- Le principal témoin du film, Traudl Junge, est présentée comme une oie blanche, venue de la province, sans convictions politiques particulières, choisie par Adolf Hitler pour être sa secrétaire presque au hasard parmi d'autres candidates. En fait, elle avait été chaudement recommandée par le Parti nazi de Bavière.

- Plusieurs fois, Adolf Hitler prononce des paroles qui absolvent les Allemands des crimes nazis, en prenant leur responsabilité. C'est ainsi le cas lorsqu'il dit : « La seule chose qu'on puisse porter à mon crédit, c'est d'avoir nettoyé l'espace vital allemand du venin juif. » Il déclare également au médecin SS Ernst-Robert Grawitz, qui a pratiqué des expériences sur des sujets vivants, et qui craint pour sa vie : « Vous n'avez pas à vous reprocher quoi que ce soit. Vos expériences médicales serviront aux générations futures ; elles ne vous remercieront jamais assez. Je me porte garant de tout ce que vous avez fait. » Il déclare aussi une phrase au sujet du peuple allemand : « Je ne verserai aucune larme sur le sort du peuple allemand. S'il se révélait incapable de survivre à cette épreuve, il n'aurait que ce qu'il mérite. » La phrase n'est cependant étayée par aucune source, aucune référence (le livre de Joachim Fest Les derniers jours d'Hitler ne la cite même pas, aussi bien dans la version française que dans la version allemande originale). Cette facette d'Hitler est à mettre en relation avec son rapport au peuple allemand, véritablement fusionnel pour lui (s'il mourait, cela revenait à faire mourir le peuple allemand), d'où sa propension à envisager le sacrifice du peuple allemand.

Dans l'ouvrage de référence Le Troisième Reich des origines à la Chute de William Shirer, il est dit que les enfants Goebbels ont été tués par un médecin et non pas (comme dans le film) par leur mère qui, elle-même, a été abattue avec son mari et à leur demande par un SS (dans le film, c'est Goebbels qui tue sa femme).Il y a ici une contradiction avec l'article traitant de Magda Goebbels. L'ouvrage de référence ne semble pas avoir été scrupuleusement suivi, cet argument perd son sens.

## Parodies sur Internet
Dès août 2006, des parodies humoristiques apparaissent sur Internet particulièrement sur YouTube, d'une scène dans la première moitié du film où dans un petit bureau du Führerbunker, Hitler entre dans une colère noire contre ses généraux qui selon lui ont désobéi à ses ordres. Les dialogues originaux en allemand sont parfois conservés, avec des sous-titres dans une autre langue concernant des événements totalement anachroniques, ajoutés dans le but de ridiculiser ou de faire passer un message de l'auteur à propos de ces événements. En 2009, l'une de ces parodies évoquant les problèmes de stationnement à Tel Aviv fait l'objet d'une demande de retrait par une association israélienne représentant des survivants de la Shoah.
Le réalisateur de La Chute, Oliver Hirschbiegel, affirme considérer ces détournements comme le « meilleur compliment » que puisse recevoir un réalisateur. En avril 2010, la société de production Constantin Film fait retirer toutes les vidéos pour infraction au droit d'auteur. Après avoir retiré les vidéos dans un premier temps, Youtube revient sur sa décision, invoquant la notion de fair use. La réaction de Constantin Film a, elle-même, fait l'objet de nouveaux détournements[réf. nécessaire].

## Autres films sur les derniers jours d'Hitler
- En 1973, Ennio De Concini réalise un film, d'après un livre de Gerhardt Boldt, Les Dix Derniers Jours d'Hitler, avec Alec Guinness dans le rôle-titre.
- En 1977, Bernd Eichinger a produit un autre film portant sur la vie d'Adolf Hitler, Hitler, un film d'Allemagne.
- En 1981, George Schaefer réalise un film pour la télévision Le Bunker, les derniers jours d'Hitler d'après le livre Les hommes du Bunker de Uwe Bahnsen et James P. O'Donnell. La prestation d'Anthony Hopkins dans le rôle de Hitler lui vaudra un Emmy Award.

### Sources du film
- Joachim C. Fest, Les derniers jours de Hitler, Paris, Perrin, 2004, 205 p. (ISBN 978-2-262-02329-4).
- Traudl Junge avec la collab. de Melissa Müller (trad. de l'allemand par Janine Bourlois), Dans la tanière du loup : les confessions de la secrétaire de Hitler [« Bis zur letzten Stunde : Hitlers Sekretärin erzählt ihr Leben »], Paris, Jean-Claude Lattès, 2005, 307 p. (ISBN 2-7096-2643-8).